# サン・フランシスコ (ガレオン)
サン・フランシスコ（スペイン語: San Francisco）は、大航海時代のスペインのガレオン船。

## 歴史
サン・フランシスコ号は大航海時代に太平洋で銀や陶磁器、蜜蝋など交易を行っていたスペインのガレオン船である。
1609年（慶長14年）9月、サン・フランシスコ号はスペイン領フィリピンの臨時総督の任務を終えたロドリゴ・デ・ビベロ（ドン・ロドリゴ）ら373名を乗せてノビスパン（ヌエバ・エスパーニャ、スペイン領メキシコ）に向け出航。しかし9月30日に上総国夷隅郡岩和田村（現在の千葉県御宿町岩和田）沖で嵐に遭遇して座礁・沈没して岩和田海岸に漂着。この遭難により56名が死亡したが、残り317名は御宿の人々から衣服や食糧の提供を受けるなど手厚い保護を受けた。
数日後、大多喜城主本多忠朝はロドリゴらを城に招いて大いに歓待した。さらに忠朝の紹介で将軍職の徳川秀忠や駿府の徳川家康とも会見して歓迎を受けた。1610年（慶長15年）8月、ロドリゴ一行は家康の計らいによりウィリアム・アダムス（三浦按針）が建造した洋式帆船サン・ブエナ・ベントゥーラで田中勝助ら23名の日本人を随伴しノビスパンに帰航した。
1611年（慶長16年）、ドン・ロドリゴの遭難救助及び乗組員への厚遇への答礼と日本近海にあると伝えられていた金銀島の探検を目的に、セバスティアン・ビスカイノを代表とするスペイン国王フェリペ3世の答礼のため二代目サン・フランシスコ号が日本に来航した。このときにスペイン国王フェリペ3世から家康に贈呈された家康公の時計と言われる時計は久能山東照宮に収蔵されている。しかし大航海時代のスペインとオランダは競い合う関係にあり、幕府はオランダ人からスペインは日本侵略のための測量と金銀島の探索を目的にしているとの進言を受けていたため、警戒を受けることとなった。結局、セバスティアン・ビスカイノの一行は二代目サン・フランシスコ号が嵐で破損したために伊達政宗からの援助を受けて支倉常長らの慶長遣欧使節団とともにサン・ファン・バウティスタ号で本国に帰国した。

## 国際交流・自治体間交流
サン・フランシスコの遭難事故での救出活動は日本とメキシコの交流の端緒にもなった。
1978年8月、大多喜町とクエルナバカ市、御宿町とアカプルコ市が姉妹都市となった。2013年10月には、御宿町とテカマチャルコ市が姉妹都市となった。 
静岡商工会議所などは家康が贈られた時計の復刻品を、2014年7月に千葉県御宿町に、2016年1月にスペイン大使に贈呈している。

## 船体の捜索と調査
2016年度から2018年度にかけて、東海大学海洋学部講師の木村淳を研究代表者とする科研費補助金研究「サンフランシスコ号海事考古学調査とガレオン交易船の造船技術に関する国際研究」が実施され、御宿町の岩和田沖合での水中考古学探査・潜水調査が行われた。
2016年夏には遭難地点の浅海域での音波探査や潜水調査が行われたが船体の手掛かりは発見されなかった。
2017年11月2日には沖合約6キロメートル、深さ39メートルの地点で砲弾らしき丸石が発見されたが、サン・フランシスコの遺物だとは断定できなかった。
3年間で、沈没可能性地点を浅海と沖合岩礁（真潮根）の2か所に絞って調査したものの、サン・フランシスコ関連遺物だと断定できるものは確認できなかった。

## 伝「サンフランシスコ号檣」
御宿町内にある造り酒屋の家屋に使われている木材が、サン・フランシスコの帆柱の一部だと伝えられており、今日に伝わる同船唯一の遺品として、「ドン・ロドリゴ関係遺品 サンフランシスコ号檣」として御宿町指定文化財第1号（1974年3月27日指定）に指定されている。しかし、2006年の森林総合研究所の能城修一による顕微鏡分析の結果、日本固有種であるアスナロだとする判断が出されており、従来の説には再考が促されている。